# جوان العمری
جوان العمری (زادهٔ ۱۹ اوت ۱۹۸۸) بازیکن فوتبال اهل لبنان است.
از باشگاه‌هایی که در آن بازی کرده‌است می‌توان به قوت-وایس ارفورت، اف‌اس‌وی فرانکفورت، سیواس‌اسپور، النصر، ساگان توسو، ویسل کوبه و توکیو اشاره کرد.
وی همچنین در تیم ملی فوتبال لبنان بازی کرده‌است.